# Adolphus Alsbrook
Adolphus J. Alsbrook Jr. (* 21. Februar 1912 in Kansas City (Kansas); † 2. Juni 1988 in Kanada) war ein amerikanischer Jazz- und Rhythm-&-Blues-Musiker (Kontrabass, Bassgitarre, auch Harfe), Arrangeur und Komponist.

## Leben und Wirken
Alsbrook besuchte die Sumner Highschool und studierte klassischen Kontrabass und Harfe an der University of Kansas, University of Minnesota und am Chicago Conservatory of Music. Von 1933 bis 1954 lebte er mit Unterbrechungen in Minneapolis, wo er unterrichtete und auch als Arrangeur arbeitete. In den frühen 1930er-Jahren spielte er bei Boyd Atkins; außerdem trat er im Cotton Club der Stadt mit Jo Jones in der Band von Rook Ganz auf. In dieser Zeit spielte er auch mit Lester Young und Count Basie. Alsbrook spielte außer seinem Hauptinstrument, dem Kontrabass, auch Bassgeige, Harfe, Akkordeon und Gitarre; er schrieb außerdem mehrere Novelty Songs. Als Arrangeur arbeitete er in Minneapolis für die Orchester von Red Nichols und Paul Pendarvis. Daneben unterrichtete er an einem Polizei-Department Judo.
1939 gehörte Alsbrook (als Nachfolger von Billy Taylor) kurze Zeit dem Duke Ellington Orchestra an, wo ihm dann Jimmy Blanton folgte. Es entstanden jedoch keine Aufnahmen mit dem Orchester.
In den 1940er-Jahren arbeitete Alsbrook vorwiegend in der Musikszene von Seattle, wo er u. a. mit Ernestine Anderson spielte. Ab Mitte der 1950er-Jahre spielte er in der R&B-Band von Earl Bostic, ferner mit Fats Domino („Country Boy“, Imperial 1960) und Amos Milburn. Weitere Aufnahmen entstanden in Los Angeles mit Jesse Belvin („Where’s My Girl“, mit Bumps Blackwell), Sam Cooke (1957), Ernie Freeman und Sugarcane Harris. Tom Lord listet seine Beteiligung an acht Aufnahmesessions 1956/57.
1972 trat Alsbrook mit dem in Seattle gastierenden Thelonious Monk auf. Zuletzt lebte Alsbrook in Vancouver.
Sein Sohn ist der Musiker Darryl Alsbrook.

## Würdigung
Der junge Oscar Pettiford war von Alsbrooks Bassspiel beeindruckt, auch Milt Hinton erwähnt Alsbrook in seinen Erinnerungen. Charles Mingus und Gene Ramey lobten Alsbrooks Talent als Musiker und Arrangeur.